# ケプラー1365b
ケプラー1365b（英語: Kepler-1365b）は、地球から約1760光年離れた位置にある恒星ケプラー1365を公転している太陽系外惑星である。2016年にケプラー宇宙望遠鏡の観測によって発見された。地球の0.92倍の半径を持ち、恒星の周りを約7日で公転しているとされている。
| 地球 | ケプラー1365b |
| ---- | ------------- |
| 地球 | Exoplanet     |